# Ministerstwo Obrony Narodowej NRD

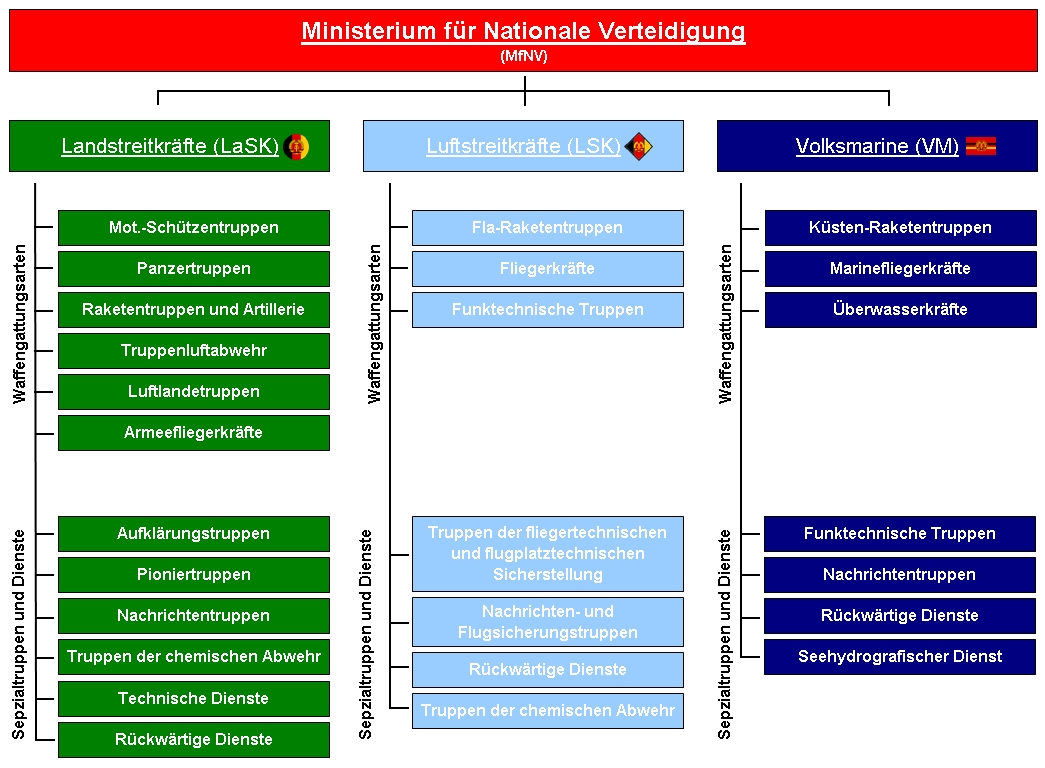
Podział organizacyjny resortu (1985)

Ministerstwo Obrony Narodowej NRD (niem. Ministerium für Nationale Verteidigung – MfNV) – zostało utworzone na mocy ustawy z dnia 18 stycznia 1956 o „utworzeniu Narodowej Armii Ludowej i Ministerstwa Obrony Narodowej”. Do wojska zostały włączone utworzone w 1952 paramilitarne jednostki działające wcześniej jako skoszarowane jednostki Policji Ludowej (Kasernierte Volkspolizei), od 1954 z siedzibą w Strausbergu. Przejmując te oddziały stworzono potencjał obronny w sile 100 000 żołnierzy. Wszystkie rodzaje sił zbrojnych Narodowej Armii Ludowej zaczęły funkcjonować z dniem 1 marca 1956. Od 1957 przyjęto obchodzić się tę datę jako „Dzień Narodowej Armii Ludowej”. W styczniu 1962 został wprowadzony w NRD pobór wojskowy.

## Podległe dowództwa/jednostki organizacyjne
- Sztab Główny (Hauptstab)
  - Wywiad Wojskowy NAL (Militärische Aufklärung der Nationalen Volksarmee), Berlin-Köpenick
- Główny Zarząd Polityczny (Politische Hauptverwaltung)
- Dowództwo Wojsk Lądowych (Kommando Landstreitkräfte), Geltow-Wildpark-West pod Poczdamem
- Dowództwo Sił Powietrznych i Obrony Powietrznej (Kommando Luftstreitkräfte/Luftverteidigung), Strausberg-Eggersdorf
- Dowództwo Ludowej Marynarki (Kommando Volksmarine), Rostock-Gehlsdorf
- Dowództwo Oddziałów Granicznych NRD (Kommando Grenztruppen der DDR), Pätz pod Berlinem
- Główny Zarząd Obrony Cywilnej (Hauptverwaltung Zivilverteidigung), Berlin

- Pion Sprzętu i Uzbrojenia (Bereich Technik und Bewaffnung)
- Pion Zaplecza (Bereich Rückwärtige Dienste)
- Główna Centrala Łączności (Hauptnachrichtenzentrale des Ministeriums für Nationale Verteidigung - HptNZ), Strausberg
- Archiwum Wojskowe (Militärarchiv), Poczdam
- Akademia Wojskowa im. Friedricha Engelsa (Militärakademie Friedrich Engels - MAK Friedrich Engels), Drezno
- Wojskowa Wyższa Szkoła Polityczna im. Wilhelma Piecka (Militärpolitische Hochschule Wilhelm Pieck - MPLH Wilhelm Pieck), Berlin-Grünau
- Pułk Wartowniczy „Hugo Eberlein” (Wachregiment „Hugo Eberlein”), Strausberg
- Pułk Wartowniczy „Friedrich Engels” (Wachregiment „Friedrich Engels”), Berlin

## Siedziba
Z uwagi na status Berlina, siedziba ministerstwa mieściła się pod Berlinem w miasteczku Strausberg-Nord przy Prötzeler Chaussee 20, w wybudowanych w 1936 koszarach Von-Hardenberg-Kaserne (dawniej Struzberg-Kaserne).